# Système de mesure
Ne doit pas être confondu avec Système d'unités.
Un système de mesure est l'ensemble matériel permettant des mesurages pour une application donnée. Il peut s'agir d'un seul instrument de mesure, ou comprendre d'autres éléments : autres instruments, composants électroniques, etc. Les accessoires tels que les alimentations électriques en font également partie dans la mesure où ils  influencent le résultat.

## Définition
Un système de mesure en métrologie est défini par le BIPM dans son Vocabulaire international de métrologie (VIM) de la manière suivante.
Ensemble d'un ou plusieurs instruments de mesure et souvent d'autres dispositifs, comprenant si nécessaire réactifs et alimentations, assemblés et adaptés pour fournir des informations destinées à obtenir des valeurs mesurées dans des intervalles spécifiés pour des grandeurs de natures spécifiées.
On trouve parfois le terme moyen de mesure pour désigner en réalité un système de mesure, y compris dans d'autres langues (allemand : Messmittel pour Messsystem ou Messeinrichtung). Cependant, ce terme est ambigu et peut désigner tant le système complet, que l'un de ses éléments, voire un étalon.

## Analyse des performances
L'analyse des systèmes de mesure permet d'évaluer la performance des systèmes de mesure utilisés et vérifier qu'elle est adéquate pour l'application envisagée.

## Capabilité
Dans un processus de production, la capabilité d'un moyen de mesure est la capacité de ce moyen (instrument ou, plus généralement, système de mesure) à fournir des indications en adéquation avec les tolérances des spécifications à respecter.

### Définition
Conventionnellement, dans le cadre de relations « Client - Fournisseur », la règle antérieurement admise était d'employer des moyens de mesure dont la « précision » était dans le rapport 1/10 avec la tolérance de la grandeur à vérifier. Cette méthode, peu définie, donc mal interprétée, entrainait des litiges, des impossibilités et des coûts excessifs.
L'orientation des normes actuelles est de laisser un rapport plus grand, sous réserve de procéder à une analyse complète de l'incertitude de mesure.
Dans un processus de production : 
- les produits sont fabriqués dans des tolérances de fabrication, soit  {\displaystyle IT}  l'intervalle de tolérance d'une caractéristique que l'on veut mesurer ;
- les mesurages sont effectués avec des moyens de mesure ayant leur incertitude propre, soit {\displaystyle U} l'incertitude élargie du moyen de mesure.

On appellera capabilité d'un moyen de mesure le rapport existant entre l'incertitude U  du moyen de mesure et la tolérance IT de la caractéristique.
 Les normes françaises préconisent que ce rapport, dans des relations client-fournisseur, doit être inférieur à 1 / 8. Cette relation s'écrit
Ce rapport pourra être porté à 1 / 4 pour des tolérances ≤ 0,016 mm ou inférieures au seuil Qualité 5 ; les normes ISO permettent un rapport  1 /3 sans fixer de seuil.
Cette capabilité est souvent précédée d'une contrainte concernant la résolution du moyen de mesure :
- cas courants : résolution ≤ IT / 20 ;
- si IT ≤ 0,016 mm ou Q ≤ 5, résolution ≤ IT / 10[3].

### Applications
- la première application se trouve dans le choix judicieux d'un moyen de mesure. Soit par exemple une spécification à vérifier dont la tolérance IT = 0,4 mm. L'incertitude maximum de l'instrument à employer est de 0,4 / 8 soit U ≤ 0,05 mm. On peut alors choisir dans le parc d'instruments de mesure un instrument adéquat ; soit 1) un pied à coulisse à vernier au 2/100 avec U1 = 0,05 mm, ou mieux 2) un pied à coulisse digital au 1/100 avec U2 = 0,025 mm.
- la deuxième application concerne le choix des moyens de mesure dans l'étalonnage métrologique. Soit par exemple à étalonner une cale étalon de 25 mm de classe 2 (la norme précise IT ≤ ± 0,6 μm). L'incertitude globale des moyens de mesure à employer ne doit pas dépasser U ≤ ± 0,3 μm ; soit pour ces moyens 1) une cale étalon de classe 0 de tolérance ± 0,14 μm, soit U1 = ± 0,16 μm, et 2) un comparateur à palpeur inductif avec U2 = ± 0,2 μm. L'ensemble de ces deux moyens de mesure a une incertitude composée U = ± 0,26 μm. Le choix des moyens d'étalonnage est acceptable.

### Examen de quelques mesurages
- soit à vérifier, dans un processus de production, des axes de Ø 20 h9. Les normes donnent IT = 52 µm, le Ø mesuré doit se situer entre les limites 19,948 mm et 20,000 mm ;
- l'instrument de mesure choisi, a une incertitude U = 6,5 µm qui est limite (52 / 8).

La figure suivante présente quelques cas possibles de mesures individuelles effectuées sur différentes pièces :
Cas particulier :
1) le client ne veut aucune pièce mauvaise, comment le fournisseur doit-il opérer ?
- supposons que le procédé de mesure ait une incertitude de 6,5 µm. 
  - il faudra alors réduire les limites d'acceptation :
    - limite inférieure : 19,948 + 0,0065 soit 19,9545 mm théorique ;
    - limite supérieure : 20,000 - 0,0065 soit 19,9935 mm théorique.

2) le procédé de mesure du fournisseur n'est pas capable, comment garantir la qualité contractuelle ? 
- le contrat implique la règle : U ≤ IT / 8 ; l'incertitude du procédé de mesure est de 8,5 µm ; il faudra réduire les limites d'acceptation de : 8,5 - 6,5 soit de 2 μm.  par rapport aux limites, d'où :
  - limite inférieure : 19,948 + 0,002 soit 19,95 mm ;
  - limite supérieure : 20,000 - 0,002 soit 19,998 mm[4].

### Acronyme
La capabilité d'un instrument de mesure est représentée par l'acronyme Cg, qui vient de l'anglais et représente Capability of the Gauge. C'est un indice sur le rapport entre l'intervalle de tolérance (IT) souhaité et la variabilité des mesure d'une pièce avec un système de mesure (la dispersion d'une série de mesure sur une seule dimension).